# خورش کدوبادمجان
خورش کدوبادمجان یکی از خورش‌های اصیل ایرانی است. در پخت این خورش از رب گوجه فرنگی، لپه، کدو سبز، بادمجان، لیمو عمانی و گوشت قرمز استفاده می‌شود.